# الضعاين
بلدية الضعاين أو الظعاين هي إحدى بلديات قطر السبعة والتي تتبع وزارة البلدية والتخطيط العمراني، تم إنشاؤها حديثاً لتواكب التطور العمراني في مدينة الضعاين وما حولها.
وقد تم إصدار قرار أميري في سنة (2009) لتنظيم الهياكل الإدارية لجميع البلديات لتتضمن أربع إدارات في كل بلدية وهي:
1. إدارة الشؤون العامة
2. إدارة الشؤون الفنية
3. إدارة شؤون الخدمات
4. إدارة الرقابة البلدية

يقع المبنى الإداري للبلدية بمنطقة أم قرن بجوار جسر سميسمة.

## التقسيم الإداري
| المنطقة    | المناطق | المساحة   | السكان (تعداد 2015) |
| ---------- | --- | --------- | ------------------- |
| المنطقة 69 | جبل ثويلب، الخرايج، لوسيل، العقلة، وادي البنات                                                                | 51.1 كم   | 1،338 نسمة          |
| المنطقة 70 | لعبيب، العب، جريان جنيهات، الخيصة، روضة الحمامة، وادي الوساح، الصخامة، المسروحية، وادي لوسيل، أم قرن، الظعاين | 239.1 كم² | 53001 نسمة          |